# Nea Mărin miliardar
Nea Mărin miliardar este un film de comedie românesc din 1979, regizat de Sergiu Nicolaescu după un scenariu scris de Vintilă Corbul, Eugen Burada și Amza Pellea. Rolurile principale sunt interpretate de Amza Pellea (în dublu rol), Draga Olteanu Matei, Jean Constantin, Ștefan Mihăilescu-Brăila, Sebastian Papaiani, Puiu Călinescu, Stela Popescu și Colea Răutu. 
În acest film, Amza Pellea îl interpretează pe țăranul oltean Nea Mărin Juvete din Băilești, personaj hazliu care era cunoscut anterior dintr-o serie de schițe din emisiunile de televiziune. Nea Mărin ajunge să fie confundat cu un miliardar american, Marlon Juvett, datorită asemănării sale izbitoare cu acesta. Miliardarul sosise în România cu o servietă cu un milion de dolari pentru a-și răscumpăra fata ce fusese răpită de niște gangsteri. Servieta plină cu dolari seamănă cu servieta lui Nea Mărin în care se afla brânză și praz. Ca urmare a confuziei între cele două personaje, dar și între cele două serviete, au loc tot felul de situații hilare. Lucrurile se complică odată cu venirea pe litoral a nevestei lui Nea Mărin, Veta (Draga Olteanu Matei), care-i confundă și ea pe cei doi. Filmul se termină cu happy-end: bandiții sunt arestați de locotenentul Columbo, iar miliardarul se duce în vizită la Băilești. 
Nea Mărin miliardar se află pe locul 1 în topul celor mai vizionate filme românești din toate timpurile după cum atestă un comunicat din 2006 al Uniunii Autorilor și Realizatorilor de Film din România.

## Rezumat
Doi pirați ai aerului (interpretați de Mircea Albulescu și Alexandru Dobrescu) deturnează un avion ce zbura pe ruta Frankfurt - Hong Kong la numai câteva minute după decolare. Amenințând cu detonarea unei bombe aflate într-o valiză, ei conving echipajul să îndrepte avionul spre Insulele Capului Verde, dar deasupra Mării Mediterane ei se parașutează împreună cu Samantha Juvett (Brândușa Marioțeanu), fata unui miliardar american, ce se afla în același avion și care fusese adormită în prealabil prin turnarea unui somnifer în cafea. Ei cad în apă și sunt recuperați de o șalupă care îi aștepta și care îi duce spre țărm. De acolo sunt preluați de o mașină și duși la întâlnirea cu banda lui Doe (Ștefan Mihăilescu-Brăila). Cele două bande fac schimbul, răpitorii dând fata și primind câteva teancuri de dolari. Dar, la scurtă vreme după plecare, mașina în care se aflau răpitorii sare în aer, fiind detonată o bombă pusă de bandiții lui Doe.
Miliardarul american Marlon Juvett (Amza Pellea), tatăl fetei, este contactat de bandiții lui Doe și i se cere să plătească o răscumpărare de 1 milion de dolari în schimbul fetei, amenințând că în caz contrar o vor omorî. Întâlnirea urmează să aibă loc la Constanța (România), dar de ea află și o bandă rivală condusă de Teach (Jean Constantin) care vrea să pună mâna pe bani. Miliardarul pierde însă avionul de la Frankfurt și întârzie o zi. Pe firele afacerii intră și poliția americană, iar locotenentul Columbo (Puiu Călinescu) se deplasează la Constanța.
Între timp, Nea Mărin Juvete din Băilești (interpretat tot de Amza Pellea) sosește în concediu la Marea Neagră. El este condus la Hotelul Vega de către Gogu a lui Pupăză (Sebastian Papaiani), un nepot de-al acestuia care lucra la hotel. Cum nu erau camere libere și pentru a nu se face de râs, recepționerul Sache (Mihai Mălaimare), și el oltean, îi dă lui Nea Mărin pentru o noapte camera miliardarului care urma să sosească a doua zi. Nea Mărin este închis în cameră, el urmând a fi luat de acolo de Gogu pentru a fi dus în altă parte.
A doua zi dimineață, Gogu întârzie la întâlnirea cu Nea Mărin. În acest timp sosește miliardarul Marlon Juvett care cumpără o servietă diplomat în care pune milionul de dolari pe care urma să-l plătească bandiților ca răscumpărare pentru fata lui. Marlon Juvett și Mărin Juvete, care au un aspect fizic destul de asemănător, se află o perioadă în același apartament de hotel fără să se întâlnească însă. Nea Mărin avea și el o servietă diplomat asemănătoare cu cea a miliardarului, în care avea brânză și praz. Miliardarul pleacă la întâlnirea cu bandiții lui Doe luând cu el din greșeală servieta lui Nea Mărin. El este atacat în lift de bandiții lui Teach și i se fură servieta în care se afla prazul.
Nea Mărin observă că în servieta sa se află mai multe teancuri de dolari în loc de praz și se întoarce în cameră, dându-și seama că servieta era a miliardarului. El este urmărit de ziariștii străini și de banda lui Teach, care-l confundă cu Juvett, dar reușește să scape de ei. În camera de hotel Nea Mărin se întâlnește cu Marlon Juvett și fac schimb de serviete. Miliardarul îi povestește necazul său și îl roagă să îi țină locul, pentru ca el să se ocupe în acest timp de eliberarea fetei. Nea Mărin urmează programul de agrement stabilit pentru miliardar, fiind însoțit de o vampă (Stela Popescu), care este în realitate o spioană a lui Doe.
Din cauza cameristei (Adina Popescu) care a făcut curățenie, servietele sunt iarăși încurcate. Între timp, Samantha reușește să scape de răpitori care o urmăresc într-o cursă de motociclete pe plajă. Ea reușește să fugă cu un autobuz. Cele două bande rivale decid să încheie o înțelegere și să împartă în mod egal milionul de dolari. Fata este capturată pe când încerca să ajungă în camera miliardarului. Bandiții stabilesc o nouă întâlnire cu Juvett la ora 22 la barul Ritz, dar aceasta este schimbată de bandiții lui Doe la ora 21 la barul din holul hotelului, pentru a înșela banda lui Teach. 
Juvett se duce la întâlnire cu servieta lui Nea Mărin, după ce camerista încurcase iarăși servietele între ele. Miliardarul le dă servieta și primește fata, dar în timp ce bandele se încaieră pentru servietă intră în bar Nea Mărin deghizat în chelner cu servieta cu dolarii. Servieta cu dolarii este furată de Columbo. Bandiții își dau seama că în servietă nu se află milionul de dolari și, după o bătaie cu frișcă, îl răpesc pe Nea Mărin (confundându-l cu Juvett) și pe Veta (Draga Olteanu-Matei), care sosise și ea la mare în acea seară. Gogu îi cheamă pe toți oltenii aflați la mare să vină să-l elibereze pe Nea Mărin. Ajunși la vila bandiților, Juvett, Samantha și oltenii aduși de Gogu și Sache îl găsesc pe Nea Mărin beat cui și cântând, în timp ce bandiții dormeau pe jos după ce fuseseră îmbătați. Acolo sosește și Columbo care-i înmânează servieta cu bani lui Juvett și îi arestează pe bandiți, ducându-i în America. La rugămintea Samanthei, miliardarul decide să mai rămână o săptămână în România mergând să-l viziteze pe Nea Mărin la Băilești.

## Distribuție
- Amza Pellea — Nea Mărin Juvete / Marlon Juvett
- Draga Olteanu Matei — Veta, soția lui Nea Mărin
- Jean Constantin — Teach, șef de bandă
- Ștefan Mihăilescu-Brăila — Doe, șef de bandă
- Sebastian Papaiani — Gogu a lui Pupăză
- Puiu Călinescu — detectivul (locotenentul Columbo)
- Stela Popescu — vampa
- Ștefan Bănică — Poe
- Vasilica Tastaman — vânzătoarea de la shop
- Hamdi Cerchez — Moe
- Adina Popescu — camerista
- Ștefan Thuri — Rich, banditul creț
- Brândușa Marioțeanu — Samantha Juvett (menționată Brîndușa Manu)
- Corneliu Gârbea — Peach (menționat Cornel Gîrbea)
- Mircea Albulescu — banditul care a răpit fata
- Colea Răutu — directorul hotelului
- Gil Dobrică — cântărețul de la barul hotelului
- Alexandru Dobrescu — banditul care a răpit fata
- Mihai Mălaimare — Sache, recepționerul hotelului
- Mariana Cerconi
- Ion Polizache — banditul gras
- Dan Tufaru — turistul italian
- Vladimir Găitan — comandantul aeronavei
- Camelia Zorlescu — reportera franțuzoaică
- George Paul Avram — reporterul italian
- Rodica Mandache — reportera belgiană
- Victor Ștrengaru — reporterul grec
- Petre Lupu — Mitch
- Rudi Rosenfeld — reporterul american (menționat Rudi Rozenfeld)
- Ion Colan
- Lazăr Laurențiu
- Mircea Crețu
- Tamara Popescu
- Sergiu Nicolaescu — crainicul TV (doar voce) (nemenționat)

## Opinia lui Sergiu Nicolaescu despre filmul de comedie
Într-un interviu publicat în ianuarie 1973 în revista umoristică Urzica, regizorul Sergiu Nicolaescu a fost întrebat dacă se gândește să realizeze și o comedie. Cineastul a afirmat că are „o fire posacă” și că nu crede că are umor, caracterizându-se drept o persoană serioasă. În opinia sa, „comedia e un gen greu abordabil și rar se ridică la o calitate superioară”. Comediile din ultimii ani i se păreau mai slabe în comparație cu filmele din „epoca de aur a comediei”, la care spectatorii râdeau în hohote. Regizorul afirma însă că filmele cu Stan și Bran îl amuzau în mod deosebit.
Cu toate acestea, cineastul nu a exclus realizarea cândva și a unui film de comedie. „Voi face, într-o zi, și o comedie. Cred că din toate genurile de filme, cel mai greu este comedia. Pentru mine”, a afirmat el.

## Producție

### Ideea filmului

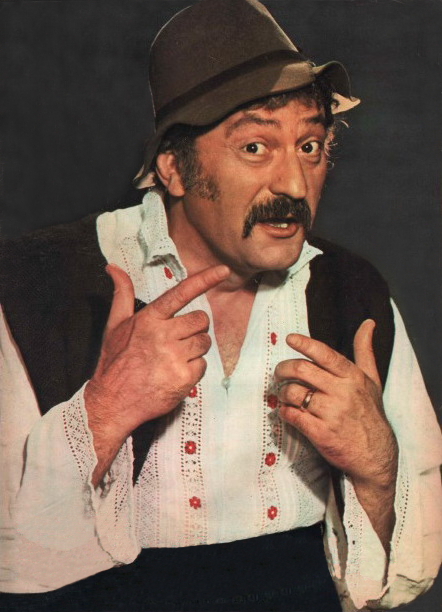
Amza Pellea în rolul Nea Mărin, pe care l-a interpretat anterior pe scenă și în scheciuri TV. Imagine din 1973.

După ce își câștigase o mare popularitate în urma interpretării rolurilor principale din filmele Dacii (1967) și Mihai Viteazul (1970) și a rolurilor dramatice din Atunci i-am condamnat pe toți la moarte (1972) și Osînda (1976), actorul Amza Pellea a dorit să interpreteze un rol comic al unui personaj inspirat de oamenii din localitatea sa natală, Băilești. El și-a mărturisit intenția lui Sergiu Nicolaescu, iar între actor și regizor a avut loc următorul dialog:
- Amza Pellea – „Ce părere ai dacă aș juca într-o comedie la Athénée Palace?”
- Sergiu Nicolaescu – „Dacă e să câștigi un ban, foarte bine! Dar ce faci acolo?”
- Amza Pellea – „Latru!”
- Sergiu Nicolaescu – „Păi bine, Amza, abia l-ai jucat pe Mihai Viteazu și acum te duci într-un bar, ca să latri?”

Pellea a interpretat apoi rolul țăranului oltean Nea Mărin în câteva emisiuni de televiziune, care au avut un mare succes. Primul scheci de televiziune cu Nea Mărin a fost regizat chiar de Nicolaescu. Ca urmare a succesului înregistrat de emisiunile televizate cu Nea Mărin, actorul a dorit să joace într-un film de lung metraj cu Nea Mărin. Amza Pellea i-a propus lui Sergiu Nicolaescu să regizeze filmul, iar regizorul, deși nu avea experiență în realizarea filmelor de comedie, a acceptat. La început, Nicolaescu a simțit pentru prima dată că-i era frică din cauza lipsei de experiență și a început să vizioneze filme de comedie americane. În final, a optat pentru o comedie cu intrigă polițistă.
Scriitorii Vintilă Corbul și Eugen Burada, împreună cu Amza Pellea, au scris scenariul unui film.

### Filmări
Sergiu Nicolaescu a depus scenariul filmului la începutul anului 1977, dar președintele C.C.E.S., Miu Dobrescu, a stabilit la 25 aprilie 1977 o ordine de priorități, precizând că regizorul trebuia să termine în acel an serialul TV Independența și filmul de aniversare Pentru patrie. Nea Mărin miliardar a fost aprobat pentru intrarea în producție la 14 mai, intrând efectiv în pregătire la 25 mai 1977. Filmul a fost suspendat la 4 iulie, la indicația conducerii C.C.E.S., „pentru a da posibilitate regizorului să termine cele 2 filme din planul de producție a anului 1977.”  Filmul a intrat în faza de producție la 1 martie 1978. 
Filmul a fost realizat în studiourile Centrului de Producție Cinematografică București. După cum este menționat pe genericul de final, filmările au fost realizate în Hotelul Intercontinental din București (scenele de interior) și pe litoralul Mării Negre, cu concursul Ministerului Sportului și Turismului, Ministerului Apărării Naționale și TAROM. 
Filmările au fost efectuate în vara anului 1978 și au durat 32 de zile. În perioada filmărilor, regizorul a suferit o criză de sciatică, fiind adus cu ambulanța la filmări. El era legat de o targă și ridicat într-o poziție cât mai verticală pentru a putea coordona producția filmului. Filmările au început la 25 iulie 1978, s-au desfășurat în București și în localitățile de pe litoralul Mării Negre (îndeosebi la Olimp), apoi în septembrie la Snagov și Otopeni și s-au încheiat la 25 septembrie. Secvențele de la începutul filmului au fost filmate la 7 decembrie 1978 pe aeroportul din Frankfurt, în zona neutră, pentru că actorii nu puteau intra în Republica Federală Germania deoarece nu aveau viză. Cu privire la aceste filmări, Sergiu Nicolaescu a afirmat că „ne-am plimbat prin aeroport de la 9 dimineața până la 3 după-amiază, am filmat ce voiam și ne-am întors acasă”. Autoritățile germane i-au lăsat să filmeze fără să le ceară niciun ban. Actorii și echipa tehnică s-au întors în aceeași zi în România. Cheltuielile de producție s-au ridicat la suma de 3.702.000 lei, fiind chiar mai mici decât un film obișnuit de la acea vreme. Filmul a fost vizionat de conducerea C.C.E.S. la 20 decembrie 1978, care a făcut recomandări de modificare (scurtări, modificări de montaj, adaos de replici off).
Apartamentul de hotel folosit în film de miliardarul american este Apartamentul Imperial aflat la etajul 19 al Hotelului Intercontinental; el are o suprafață de 240 mp dispune de două dormitoare și oferă o vizibilitate unică spre Piața Universității. Mobila ce utilează acest apartament este albă din lemn de nuc, poleită cu aur și obiecte de iluminat din sticlă de Murano. Scena care se petrece în barul hotelului a fost filmată într-un bar de noapte din Olimp.

### Interpretările actorilor
Potrivit regizorului, actorii au fost relaxați la filmări și și-au interpretat rolurile cu plăcere. Actorul Amza Pellea era atât de natural la filmări, încât nu a fost nevoie ca regizorul să-i dea indicații. „Era personal, era natural, era firesc, era popular, stătea de vorba cu oricine îl aborda. Spunea glume, povestea întâmplări pline de haz. Avea lipici la public”, a afirmat regizorul mai târziu. Sebastian Papaiani, care a interpretat rolul lui Gogu, a afirmat că a fost ales de regizor probabil la propunerea lui Amza. Papaiani a afirmat că i-a fost greu la început să-și interpreteze rolul din cauza faptului că nu avea atitudinea potrivită a unui oltean. În film a trebuit să se împiedice de mai multe ori, iar la o cădere s-a lovit de marginea unui fotoliu și și-a fracturat două coaste. Papaiani râdea la filmări atât de tare încât regizorul l-a scos din cadru de mai multe ori. Amza Pellea și Papaiani continuau să vorbească oltenește și după filmări.
Draga Olteanu Matei a intrat și ea foarte bine în rol, jucând foarte convingător în scena din bar unde își făcea loc prin mulțimea care dansa, lovindu-i pe figuranți în cap cu papornița cu praz. Cei care au asistat la filmări au început să aplaude.
În acest film nu apare efectiv Sergiu Nicolaescu, dar el îi împrumută vocea crainicului care relatează deturnarea avionului în emisiunea de știri de la televizor.
Dolarii din film erau doar niște hârtii imprimate pe-o singură parte, iar pe verso scria „bloc-notes”. După filmări, Sebastian Papaiani a păstrat ca amintire un „dolar”, pe care îl ținea pe masă, sub o mască de sticlă. Cineva a văzut acel dolar, iar actorul s-a trezit la ușă a doua zi cu doi milițieni care au venit să-l întrebe de unde are valută. Papaiani le-a arătat dolarul, iar milițienii au râs și au plecat așa cum au venit.
Regizorul a afirmat că a avut emoții la realizarea acestui film, deoarece nu avea experiență în regizarea de comedii. El s-a apucat să studieze comedia americană, dorind să facă un film cu tentă polițistă.

## Coloană sonoră
Coloana sonoră a acestui film conține secvențe din două piese muzicale de pe albumul „Jeff Wayne's Musical Version of The War of the Worlds” (1978). Este vorba de The Eve of the War și Horsell Common and the Heat Ray. Tot pe coloana sonoră se găsește și piesa Disco Connection (de pe albumul Disco Connection (1975)) compusă de Isaac Hayes. Alte secvente: The Rolling Stones - Miss You, Space - Deliverance, Semnal M - Durata, Boney M - Painter Man, La Bionda - One For Me, One For You, Penny McLean - Lady Bump, Caravelli - La Cumparsita,Gil Dobrică - Chip de copil / Baby Face (Little Richard - Baby Face). 

## Recepție
Filmul Nea Mărin miliardar a avut un mare succes la public, fiind vândute 14.643.840 de bilete în sălile de cinema din România. El a fost relansat la 6 aprilie 2001, fiind vizionat de încă 1.746 spectatori. Nea Mărin miliardar a devenit astfel cel mai vizionat film românesc din toate timpurile după cum atestă un comunicat din 2006 al Uniunii Autorilor și Realizatorilor de Film din România. El a fost cumpărat de toate țările socialiste, chiar și de unele din Occident.
Vorbind despre acest film, criticul literar Ov. S. Crohmălniceanu afirma următoarele: „Creat în întregime de Amza Pellea, el este în întregime opera unui excelent actor și fin observator al psihologiei omenești, înzestrat totodată cu multă invenție umoristică, personajul neavând o configurație anterioară mitică, așa ca Păcală sau Tândală. Acum Nea Mărin există în deplinătatea cuvântului, are o identitate incontestabilă, aceasta constituind principala lui virtute artistică, deloc neglijabilă. Sergiu Nicolaescu a trebuit doar să-i dea drumul în film, fiindcă oricare ar fi calitatea acestuia, Nea Mărin, și încă miliardar, umple sălile de spectacol”.
Criticul Tudor Caranfil a dat filmului trei stele din cinci și a făcut următorul comentariu: „În această comedie, la scenariul căreia a colaborat și Amza, regizorul a izbutit o eficace și adesea irezistibilă farsă parodică în care protagonistul a apărut într-un memorabil dublu rol, iar Puiu Călinescu a uluit într-o reușită pastișă a unui șleampăt și pedant Columbo. Record absolut de spectatori: 14.643.840! Totuși rezerva formulată în «Istoria filmului românesc» de Călin Căliman are temeiul ei: «...Printre încurcăturile de situații ale intrigii, personajul devenit legendar al lui Nea Mărin, cu identitatea falsificată, își pierde atuul principal, arta povestirii». Dar are, oare, «arta povestirii» fotogenie?...” 
Analizând acest film, Andrei Gorzo l-a considerat o pastișă a filmelor de comedie americane din perioada cinematografiei mute, din care a preluat o serie de clișee (fugărirea unor personaje care se împiedică și cad, trasul de șuturi în fund, bătaia cu frișcă etc.). El afirmă că scenariul filmului pare a fi scos „din fundul magaziei de vechituri a teatrului de comedie”, iar concepția regizorală a lui Nicolaescu ar fi fost bazată exclusiv „pe câteva priviri distrate aruncate pe un episod sau două din Cascadorii râsului”. Acest film este considerat modelul din care s-au inspirat alte succese cinematografice populare precum Miss Litoral, A doua cădere a Constantinopolului sau Garcea și oltenii, asemănătoare ca stil cu comediile americane cu Burt Reynolds, care se adresau gustului cinefil al camionagiilor și cowboy-lor.